# Rodamco Europe
Rodamco Europe était une société foncière, se concentrant particulièrement sur les centres commerciaux. En 2007 elle a été absorbée dans le groupe Unibail-Rodamco.
Les actifs français gérés par cette entreprise étaient :
- des centres commerciaux : La Part-Dieu à Lyon, Vélizy 2 et Parly 2 dans les Yvelines, St Sever à Rouen, Ulis 2 dans l'Essonne, Côté Seine à Argenteuil, V2 à Villeneuve-d'Ascq, Bobigny 2 et Croix Dampierre à Chalons-en-Champagne (Marne), Le Centre Alma à Rennes.